# Hunteria
Hunteria là chi thực vật có hoa trong họ Apocynaceae.